# Van de Coppello
Van de Coppello (ook: Kappeyne van de Coppello) is een Nederlandse, oorspronkelijk uit Italië afkomstige familie die bestuurders, ministers en een minister-president voortbracht.

## Geschiedenis
De bewezen stamreeks begint met de koopman Bartholomeus Coppello, genaamd Le Feire (†1704), die waarschijnlijk in Genua werd geboren omstreeks 1655 en in 1688 met de Zeeuwse Adriana Wagemans (†1727) trouwde. Veel van de nakomelingen werden in Zeeland geboren, zoals zijn zoon Bartholomeus (1690-1748) die in Middelburg werd geboren.
In 1942 werd de familie opgenomen in het genealogische naslagwerk Nederland's Patriciaat.

## Enkele telgen
Bartholomeus van de Coppello (1690-1748), scheepskapitein bij de Oost-Indische Compagnie, later koopman te Middelburg
- Bartholomeus van de Coppello (1715-1762), scheepsbouwer; trouwde in 1738 met Sara Suzanna Kappeyne (1715-1756)
  - mr. Pieter van de Coppello (1741-1807), procureur
- dr. Servaas van de Coppello (1720-1800), geneesheer
  - Judith Barbera van de Coppello (1747-1832); trouwde in 1791 met Casparus Govert Bles, heer van Moergestel (1752-1804), secretaris van Zundert
- Adriana van de Coppello (1721-1779); trouwde in 1745 met Johan Ferleman (†1758), schepen en thesaurier van Sluis
- Johannes van de Coppello (1730-1766), scheepsbouwer
  - Bartholomeus Pieter van de Coppello (1758-1832), griffier ter secretarie van Middelburg
    - dr. Johannes Kappeyne van de Coppello (1790-1833), rector Latijnse scholen te 's-Gravenhage
      - prof. dr. Nicolaas Jacob Bernard Kappeyne van de Coppello (1818-1882), rector Gymnasium te Amsterdam, buitengewoon hoogleraar klassieke letteren Universiteit van Amsterdam
        - Peggy Nicoline Kappeyne van de Coppello (1851-1924); trouwde in 1878 met prof. mr. Jacob Pieter Moltzer (1850-1907), hoogleraar burgerlijk recht Universiteit van Amsterdam, lid Raad van State
        - mr. Jacobus Kappeyne van de Coppello (1854-1920),  lid van de Provinciale Staten van Noord-Holland, lid van de Gedeputeerde Staten van Noord-Holland, lid van de Eerste Kamer der Staten-Generaal; trouwde in 1896 (echtscheiding 1899) met Constance Léonie Scheidler List (1854-1939), dochter van Gesina Rica Couperus (1822-1892), lid van de familie Couperus en tante van de schrijvers Louis Couperus (1863-1923) en Elisabeth Couperus-Baud (1867-1960); trouwde in 1899 met Engelina Johanna Wijchers (1865-1963), lid provinciale staten
          - Martha Maria Kappeyne van de Coppello (1881-1949), vicevoorzitter Internationale Rode Kruis
          - mr. dr. Nicolaas Johannes Cornelis Marie Kappeyne van de Coppello (1902-1992), oud-lid provinciale staten van Utrecht, oud-wethouder en ereburger van Loenen
            - Annelien Kappeyne van de Coppello (1936-1990), lid van de Tweede Kamer der Staten-Generaal, staatssecretaris, lid van de Raad van State

      - mr. Johannes Kappeyne van de Coppello (1822-1895), lid van de Tweede Kamer der Staten-Generaal, minister van Binnenlandse Zaken en minister-president, lid van de Eerste Kamer der Staten-Generaal
      - Cornelia Sara Kappeyne van de Coppello (1824-1899); trouwde in 1857 met jhr. Alidus Warmoldus Lambertus Tjarda van Starkenborgh Stachouwer (1830-1909), lid gemeenteraad en wethouder van Groningen, lid provinciale staten van Groningen, lid van de familie Tjarda van Starkenborgh
      - mr. François Johan Kappeyne van de Coppello (1827-1871), burgemeester van Uithuizermeeden, later kantonrechter
        - Cornelia Sara Kappeyne van de Coppello (1857-1921); trouwde in 1895 mr. Sibrand Gratama (1856-1931), president van het gerechtshof te ‘s-Gravenhage
        - Jeltje Kappeyne van de Coppello (1867-1951); trouwde in 1897 met Pieter de Josselin de Jong (1860-1906), kunstschilder

Geslachten die opgenomen zijn in het sinds 1910 verschijnende genealogische naslagwerk Nederland's Patriciaat. Lijst volgens opgave van het CBG Centrum voor familiegeschiedenis.
A · B · C · D · E · F · G · H · I · J · K · L · M · N · O · P · Q · R · S · T · U · V · W · Y · Z